# Фазовая скорость

Фазовая скорость вдоль направления, отклонённого от волнового вектора на угол α. Рассматривается монохроматическая плоская волна

Фа́зовая ско́рость — скорость перемещения точки, обладающей постоянной фазой колебательного движения в пространстве, вдоль заданного направления. Обычно рассматривают направление, совпадающее с направлением волнового вектора, и фазовой называют скорость, измеренную именно в этом направлении, если противное не указано явно (то есть если явно не указано направление, отличное от направления волнового вектора). Фазовая скорость по направлению волнового вектора совпадает со скоростью движения фазового фронта (поверхности постоянной фазы). Её можно рассматривать при желании как векторную величину.
Наиболее употребительное обозначение: {\displaystyle v_{\phi }\ }.
Строго говоря, понятие фазы применимо только при описании гармонических или монохроматических (то есть синусоидальных {\displaystyle \sin(\phi )} или являющихся мнимыми экспонентами {\displaystyle e^{i\phi }}) волн, а также — приближенно — для волн близкой формы (например, почти монохроматических волновых пакетов) или легко сводящихся к синусоидальным (например, сферических волн вида {\displaystyle \cos(\phi )/r}), или, что менее корректно, при описании периодических волн другой формы. Тем не менее, волну (практически) любой формы с помощью преобразования Фурье можно представить как сумму монохроматических волн, и тогда к каждой из этих волн понятие фазы и фазовой скорости применимо вполне строго (впрочем, тогда у каждой монохроматической волны в разложении будет, вообще говоря, своя фазовая скорость, не совпадающая с другими; только в частных случаях они могут все точно совпадать или быть близки).
Для описания волн, отличных от гармонических, (особенно для описания волновых пакетов), используют, кроме понятия фазовой скорости, понятие скорости групповой (описывающей движение не отдельного гребня в волновом пакете, а его огибающей, например, максимума огибающей).

## Формулы
Основная формула, определяющая фазовую скорость (монохроматической) волны в одномерном пространстве или фазовую скорость вдоль волнового вектора для волны в пространстве большей размерности:
{\displaystyle v_{\phi }=\omega /k}
которая является прямым следствием того факта, что фаза плоской волны в однородной среде есть
{\displaystyle \phi =\omega t-kx} для одномерного случая
или {\displaystyle \phi =\omega t-{\vec {k}}\cdot {\vec {x}}} для размерности, большей единицы.
Конкретное соотношение между {\displaystyle \omega } и {\displaystyle k} — так называемый закон дисперсии — для каждого конкретного типа волн получают обычно из дифференциального уравнения, описывающего данный тип волн, подставляя в него монохроматическую (чаще всего плоскую) волну.
В случае, когда фазовая скорость не зависит для данного типа волн от частоты или волнового числа (и направления волнового вектора), групповая скорость совпадает с фазовой.

#### Фазовая скорость электромагнитной волны
В вакууме для электромагнитной волны любой частоты (по крайней мере в тех диапазонах частот и интенсивностей, которые исследованы) фазовая скорость, измеренная в направлении волнового вектора, всегда равна одной и той же величине — скорости света в вакууме, универсальной константе.
В средах закон дисперсии электромагнитных волн достаточно сложен (см. Дисперсия света), и фазовая скорость может заметно меняться, вплоть до отрицательных значений.

#### Для волнового уравнения
Любая волна, описываемая волновым уравнением
{\displaystyle {\frac {\partial ^{2}f}{\partial t^{2}}}=C^{2}{\frac {\partial ^{2}f}{\partial x^{2}}}},
имеет фазовую скорость С (причём C здесь — некий постоянный коэффициент; этот коэффициент равен скорости света в волновом уравнении для электромагнитных волн).
Такой результат получается прямой подстановкой в это уравнение монохроматической волны вида {\displaystyle \cos(kx-\omega t)} и затем вычислением
{\displaystyle \omega /k}.
Этот результат верен не только для волнового уравнения на одномерном пространстве (мы его использовали выше лишь для краткости; всё остаётся совершенно аналогичным при любом количестве производных по координатам в правой части).

#### Для уравнения Клейна—Гордона
Уравнение Клейна — Гордона
{\displaystyle {\frac {\partial ^{2}f}{\partial t^{2}}}=C^{2}{\frac {\partial ^{2}f}{\partial x^{2}}}+C^{4}m^{2}f},
отличающееся только последним членом, даёт при аналогичной подстановке
{\displaystyle \omega ^{2}=C^{2}k^{2}+C^{4}m^{2}},
откуда:
{\displaystyle \omega ={\sqrt {C^{2}k^{2}+C^{4}m^{2}}}}
и
{\displaystyle v_{\varphi }=\omega /k=C{\sqrt {1+C^{2}m^{2}/k^{2}}}}.
Это выражение при ненулевых вещественных m всегда больше, чем C, и может быть сколь угодно большим при k → 0.

## Фазовая скорость как вектор
В некотором смысле фазовая скорость не является вектором. Говоря так, имеют в виду тот факт, что фазовые скорости по разным направлениям (например, по направлениям координатных осей), определяемые так, как это описано выше, не являются ни координатами, ни проекциями никакого вектора. В том числе, очевидно, они не являются проекциями или координатами вектора, совпадающего по направлению с волновым вектором, и с абсолютной величиной, равной фазовой скорости в этом направлении.
Но это, конечно, не мешает при желании ввести чисто формально вектор фазовой скорости, по определению совпадающий по направлению с волновым вектором и с абсолютной величиной, равной фазовой скорости в этом направлении. Вопрос о том, корректно ли называть такой вектор вектором фазовой скорости, является чисто терминологическим (конвенциональным). Фактом является лишь то, что проекции этого «вектора» на оси координат или компоненты по этим осям не будут соответствовать фазовой скорости вдоль этих направлений в соответствии с определением фазовой скорости по направлению, данным в начале статьи (и вообще с каким-то разумным определением, кроме чисто формального, описанного в данном абзаце).
Конкретно же, для случая плоской гармонической волны фазовую скорость вдоль волнового вектора можно выразить следующим образом:
{\displaystyle v_{\phi }\equiv v_{\phi ,0}=\omega /k},
где {\displaystyle k} — волновое число, {\displaystyle \omega } — угловая частота.
При этом фазовая скорость вдоль направления, отклонённого от волнового вектора на угол {\displaystyle \alpha }, будет равна:
{\displaystyle v_{\phi ,\alpha }={\frac {v_{k}}{\cos \alpha }}}
Непонимание этого факта часто служит причиной недоразумений и ошибок. Например, из приведённого выше ясно, что фазовая скорость может быть больше скорости света (это вытекает прямо из написанной выше формулы, учитывая, что {\displaystyle \cos \alpha } может принимать сколь угодно малые значения при стремлении угла к прямому, и, соответственно, фазовая скорость по направлению, близкому к ортогональному, оказывается сколь угодно велика, стремясь к бесконечности).

## Может ли фазовая скорость превосходить скорость света
Фазовая скорость может превосходить скорость света в вакууме, и нередко её превосходит. Это никак не противоречит известному принципу максимальности скорости света, необходимость которого возникает, чтобы одновременно соблюдались принцип причинности (чтобы не возникало причинных парадоксов) и принцип относительности (лоренц-инвариантность).
Дело в том, что эти принципы накладывают ограничение только на скорость распространения таких физических объектов, посредством которых можно передать информацию. А фазовая скорость не относится к скоростям таковых объектов. Чисто монохроматическая (синусоидальная) волна бесконечна в пространстве и во времени, не может никак измениться, чтобы передать информацию (если мы промодулируем волну, она перестанет быть монохроматической, а скорость распространения модуляции не совпадает с фазовой скоростью, обычно совпадая со скоростью групповой для почти монохроматических волн).

#### Фазовая скорость по направлению, не совпадающему с волновым вектором
Поскольку фазовая скорость, измеренная вдоль произвольного направления, не совпадающего с волновым вектором и направлением распространения волны, не является скоростью движения «физического объекта», то есть объекта, состояние которого в последующие моменты времени причинно обусловлено состоянием в предыдущие, а по сути характеризует просто состояние осциллирующего поля в искусственно выбранных точках, часто (а именно если выбрать достаточно большой угол с волновым вектором) фазовая скорость по данному направлению любой, даже сколь угодно медленной (как показано в параграфе выше) волны может превышать скорость света, стремясь к бесконечности при стремлении угла к прямому.
В частности, фазовая скорость света (или вообще любой бегущей электромагнитной волны) в вакууме, измеренная по любому направлению, не совпадающему с её волновым вектором, всегда больше скорости света.
Но дело не ограничивается фазовой скоростью по произвольному направлению. Скорость света может быть превзойдена даже и фазовой скоростью, измеренной вдоль волнового вектора.

#### Фазовая скорость для квантовой частицы
Фазовая скорость квантовой «волны», соответствующей любой массивной частице (то есть частице, имеющей массу больше нуля), всегда больше скорости света. Это легко видеть из формул {\displaystyle \ v_{\phi }=\omega /k}, {\displaystyle E=\hbar \omega } и {\displaystyle p=\hbar k}, из чего {\displaystyle \ v_{\phi }=E/p}, в то время как E для массивных частиц всегда больше p за счёт массы (энергии покоя).
Однако эта фазовая скорость в принципе не может наблюдаться (так как в квантовой физике фаза ненаблюдаема вообще). Доступна же наблюдению лишь групповая скорость, которая и является квантовым аналогом обычной скорости классической частицы.

#### Фазовая скорость для уравнения Клейна — Гордона
Но дифференциальные уравнения, описывающие квантовые частицы, могут быть реализованы в принципе и на других физических системах (например, на достаточно простых механических моделях). В этом случае фазовая скорость вполне доступна наблюдению.
Тем не менее и здесь фазовая скорость может быть сделана сколь угодно большой (достаточно подобрать достаточно малое k), и в принципе её нетрудно сделать большей, чем скорость света.
Этот на вид парадоксальный результат связан с тем, что «распространение» такой волны является иллюзией в том смысле, что между разными частями волны нет причинной связи (состояние волны, продвинувшейся вправо, не определяется тем, какой она была слева).